# Révész Máriusz
Révész Máriusz (Budapest, 1967. május 31. –) fideszes politikus, korábbi országgyűlési képviselő, 2022-től aktív Magyarországért felelős államtitkár.

## Életpályája
1985-ben érettségizett az I. László Gimnáziumban, 1989-ben a Ho Si Minh Tanárképző Főiskola matematika-fizika szakán általános iskolai tanári oklevelet szerzett, s a kőbányai Szent László Téri Általános Iskola tanítója lett.

### Politikai tevékenysége
1986-ban kezdett politizálni az Agria Körben, amelyből 1988 őszén megszervezte az egri Fidesz-csoportot. 1990-ben az önkormányzati választásokon bekerült a X. kerületi képviselő-testületbe. 1991-ben a Fidesz kőbányai elnöke lett, 1993-tól 1999-ig a Fidesz Országos Választmányának tagja lett. 1998-ban került be először az Országgyűlésbe pártja budapesti területi listájáról. 2002-ben és 2006-ban is az országos listáról jutott be, 2010-ben pedig újfent a budapesti területi listáról, az oktatási és tudományos bizottság tagja volt. 
2016 júniusától a kerékpározás és az aktív kikapcsolódás fejlesztéséért és népszerűsítéséért felelős kormánybiztos, ezt a tevékenységet folytatva 2022. május 25-én kinevezték a Miniszterelnökség aktív Magyarországért felelős államtitkárává . A feladatkör 2025 elején a Miniszterelnökségtől átkerült a Közigazgatási és Területfejlesztési Minisztériumhoz. Munkájáról nem sokkal ezután így fogalmazott: „Az aktív életmód ösztönzésére még soha nem állt ekkora forrás rendelkezésre. Az a feladatunk, hogy ezt hatékonyan, átláthatóan elköltve nagyon sok olyan embert megmozgassunk, akik eddig nem mozogtak."

### Civil tevékenysége
Gyakran jelenik meg Erdélyben – sokszor nem hivatalosan – különböző rendezvényeken, például a csíksomlyói búcsún, koncerteken. Szoros kapcsolat fűzi Böjte Csaba személyéhez. Sorsfordítók Erdélyben címmel könyvet is írt az erdélyi gyermekvédelem hét nagy egyéniségéről.

### Bántalmazása
Révész Máriusz 2006. október 23-án részt vett a Fidesz 1956-os megemlékezésén, ami után kb. háromnegyed 8 körül a nyílt utcán rendőrök bántalmazták, minek következtében lapockája eltört, testén és fején zúzódásokat szenvedett. Feljelentést tett a bántalmazó rendőrök és Gergényi Péter ellen is, az Országgyűlés mentelmi bizottságában pedig kérdésként merült fel, hogy vajon megsértették-e Révész Máriusz mentelmi jogát.
Az ügyében az nem derült ki, hogy pontosan kik verték meg, de két rendőrt is meggyanúsítottak bűnsegédlettel és bűnpártolással, mivel egyikük tétlenül szemlélte a brutális verést, másikuk pedig tudott róla, de szintén nem tett ellene semmit. Őket 2009 decemberében első fokon felmentették, ám 2011 áprilisában másodfokon egy év felfüggesztett szabadságvesztésre ítélték.

### Családja
Nős, felesége Németh Adél. Négy fiúgyermekük van: Hunor, Regő, Bercel és Nimród.